# Horizorhinus dohrni
El timalí de Príncipe o charlatán de Dohrn (Horizorhinus dohrni) es una especie de ave paseriforme de la familia Sylviidae endémica de la isla de Príncipe. 

## Taxonomía
Es la única especie del género Horizorhinus, aunque algunos estudios genéticos indican que debería situarse en el género Sylvia. Anteriormente se clasificaba dentro de la familia Timaliidae, pero se trasladó a Sylviidae cuando se comprobó su proximidad con el género Sylvia.